# Melčice-Lieskové
Melčice-Lieskové (Hongaars: Melcsicmogyoród) is een Slowaakse gemeente in de regio Trenčín, en maakt deel uit van het district Trenčín.
Melčice-Lieskové telt 1.605 inwoners.